# دوایت شروت
دوایت کورت شروت سوم (‎/ˈʃruːt/‎) یک شخصیت در مجموعه تلویزیونی اداره است که توسط رین ویلسون به تصویر کشیده می‌شود. او پیش از ارتقا مقام خود به مدیر منطقه ای در فصل پایانی، یک فروشنده و دستیار مدیر منطقه‌ای بود. او همچنین در مزرعه شروت، مزارع چغندر و یک هتل مزرعه‌ای را اداره می‌کند و از فصل ۷، صاحب ساختمان تجاری که شعبه داندر میفلین در آن واقع شده‌است، شروع می‌کند. وی به دلیل کمبود مهارت‌های اجتماعی و عقل سلیم، و عشق به ورزش‌های رزمی و سیستم عدالت شهرت دارد. در طول این مجموعه، دوایت به‌طور مکرر با خدمت وظیفه‌مندانه زیر نظر مدیر منطقه ای مایکل اسکات، مرتباً به عنوان مدیر منطقه ای شعبه داندر میفلین در اسکرانتون تبدیل می‌شود، و یکبار به عنوان کدیر شعبه شد، اما معمولاً بعنوان نفر سوم پشت سر مایکل و جیم به ترتیب می‌گذارد. وی بعد از آنکه اندی برنارد مدیر منطقه ای شد به مقام دوم فرماندهی صعود می‌کند و سپس در فصل ۹ مدیر منطقه ای می‌شود. این شخصیت بر اساس گرت کینان از نسخه اصلی مجموعه انگلیسی است که توسط بازیگر مکنزی کروک بازی می‌شد.
شخصیت دوایت با استقبال مثبت روبرو شده‌است و رین ویلسون سه نامزدی جایزه ساعات پربیننده امی برای بازیگر نقش مکمل برجسته در یک سریال کمدی دریافت کرده‌است.

## انتخاب بازیگر

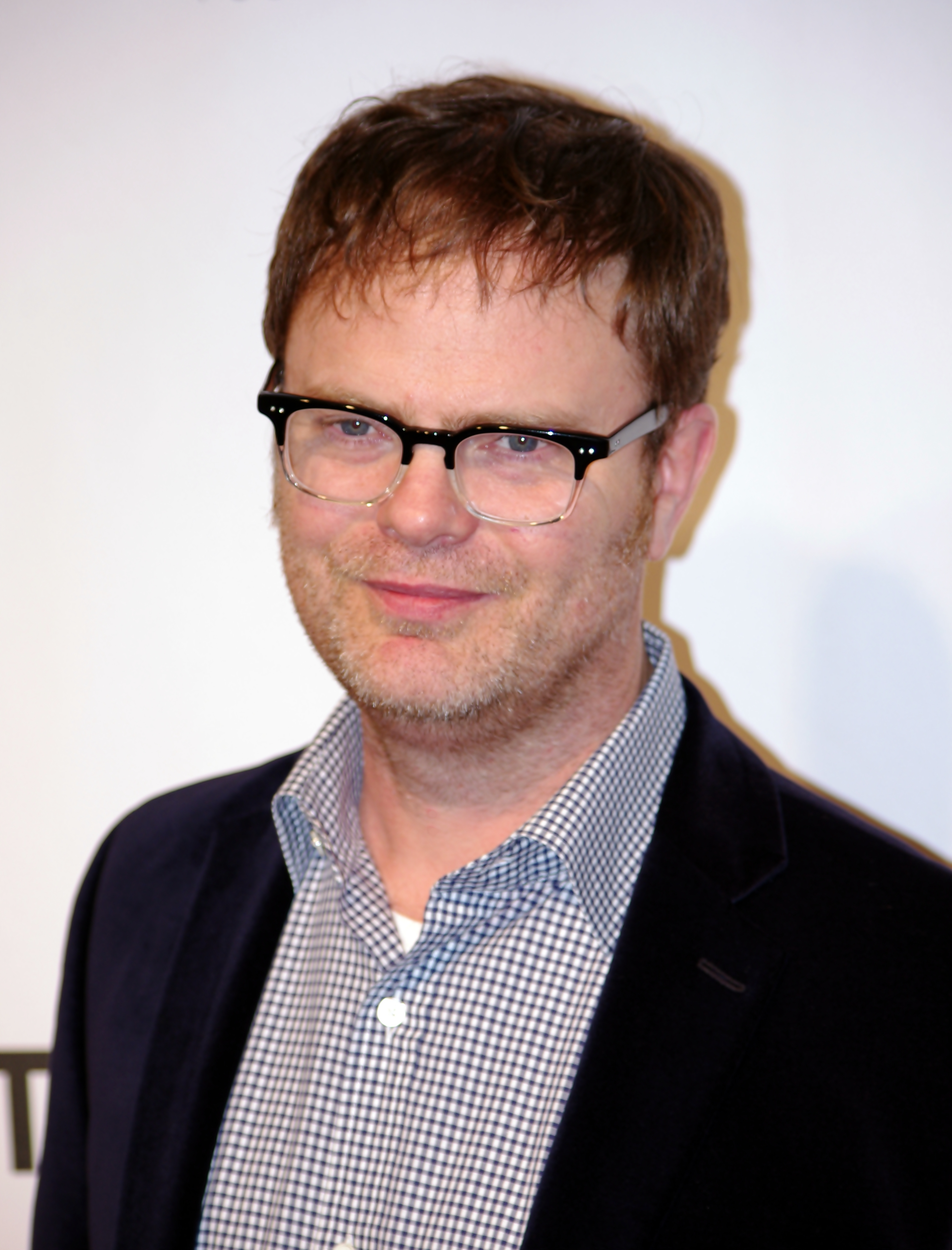
رین ویلسون دوایت شروت را به تصویر می‌کشد

دوایت شروت توسط بازیگر آمریکایی، رین ویلسون به تصویر کشیده شده‌است. در مصاحبه ای با رولینگ استون، ست روگن گفت که برای این نقش تست آزمایش داده‌است. این شخصیت بر اساس گرت کینان از نسخه اصلی بریتانیایی است که توسط بازیگر مکنزی کروک بازی می‌شد.
همه شخصیت‌های اصلی سریال برای نسخه ایالات متحده اقتباس شده‌اند. برخلاف استیو کارل، ویلسون هر قسمت از سریال اصلی بریتانیایی را قبل از اینکه برای نسخه آمریکایی تست دهد، تماشا کرد و طرفدار آن بود. ویلسون در ابتدا برای مایکل اسکات تست داده بود، عملکردی که وی آن را «الهام‌گیری افتضاح از ریکی جرویز» توصیف کرد. با این حال، مدیران او را به عنوان دوایت خیلی بیشتر دوست داشتند و او را برای این نقش استخدام کردند. ویلسون مدل موی دوایت را بر اساس سبکی که خودش در سن شانزده سالگی داشت، بنا نهاد. در یک مصاحبه، او گفت که به یک آرایشگر رفت تا «بدترین مدل موی ممکن» را بدست آورد.